# Gowd-e Ganjū
Gowd-e Ganjū (persiska: گور گَنجو, گورِ گَنجو, گور گَنجِه, Gūr Ganjū, گود گنجو) är en ort i Iran.   Den ligger i provinsen Kohgiluyeh och Buyer Ahmad, i den centrala delen av landet, 500 km söder om huvudstaden Teheran. Gowd-e Ganjū ligger 1 615 meter över havet och antalet invånare är 469.
Terrängen runt Gowd-e Ganjū är huvudsakligen lite bergig. Gowd-e Ganjū ligger nere i en dal.Runt Gowd-e Ganjū är det ganska tätbefolkat, med 75 invånare per kvadratkilometer. Närmaste större samhälle är Sīsakht, 16,3 km öster om Gowd-e Ganjū. Omgivningarna runt Gowd-e Ganjū är i huvudsak ett öppet busklandskap.